# Maldivian Coast Guard
La Maldivian Coast Guard è la forza di guardia costiera dello Stato asiatico delle Maldive, parte integrante delle locali forze armate (Maldives National Defence Force).
Creata nel 1980, la Maldivian Coast Guard è la principale forza maldiviana incaricata delle attività di difesa militare delle acque e dello spazio aereo delle Maldive, nonché delle attività di ricerca e soccorso e sicurezza in mare, di polizia marittima e di soccorso alla popolazione in caso di calamità naturali.

## Storia

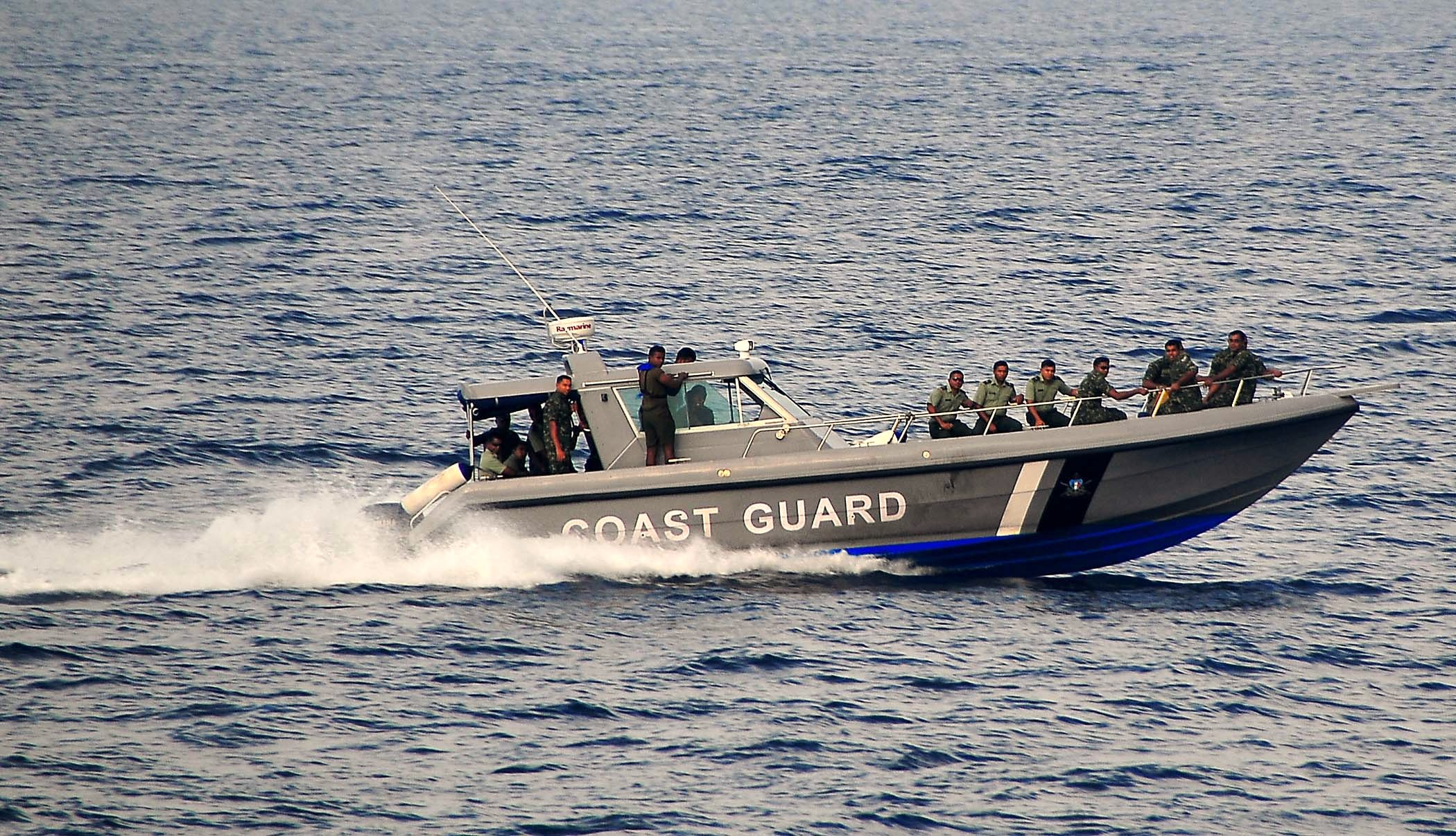
Una motovedetta maldiviana in navigazione ad alta velocità nel 2009

Stato insulare dell'oceano Indiano, composto da circa 1190 isole coralline raggruppate in 26 atolli con una superficie di terre emerse di circa 300 km² ma con una zona economica esclusiva marittima ampia 923000 km², le Maldive furono a lungo un protettorato del Regno Unito prima di ottenere una piena indipendenza nel 1965; il tradizionale sultanato locale fu abolito nel 1968 e il nuovo Stato adottò un regime repubblicano. La creazione di autonome forze armate locali ebbe inizio nel 1979 con la fondazione della Maldives National Defence Force a partire dalla riorganizzazione di precedenti formazioni di tipo paramilitare. Vista l'estensione della superficie marittima da sorvegliare fu giocoforza che le forze armate maldiviane si dotassero anche di una componente navale, attivata formalmente nel 1980 come Maldivian Coast Guard; una piccola componente aereo-navale (Coast Guard Aviation) era già stata attivata nel 1978 grazie alla donazione da parte dell'India di un aereo da sorveglianza marittima Dornier Do 228.
La nuova guardia costiera ebbe inizialmente in dotazione un variegato assortimento di naviglio, comprendente tre pescherecci d'altura da 600 tonnellate di dislocamento (sequestrati dalle autorità maldiviane, armati con un paio di mitragliere da 25 mm e impiegati come pattugliatori), quattro datate motovedette di varie fogge e caratteristiche e un mezzo da sbarco di origine britannica (un lascito delle precedenti autorità coloniali). Questo nucleo iniziale rimase in servizio fino all'inizio degli anni 1990, venendo rimpiazzato solo gradualmente da unità di nuova costruzione: le prime acquisizioni di nuovo naviglio si ebbero tra il 1982 e il 1989, quando le Maldive acquistarono, in più lotti distinti, un totale di sei motovedette costruite dalla ditta britannica Fairey Marine, armate di sole mitragliatrici.

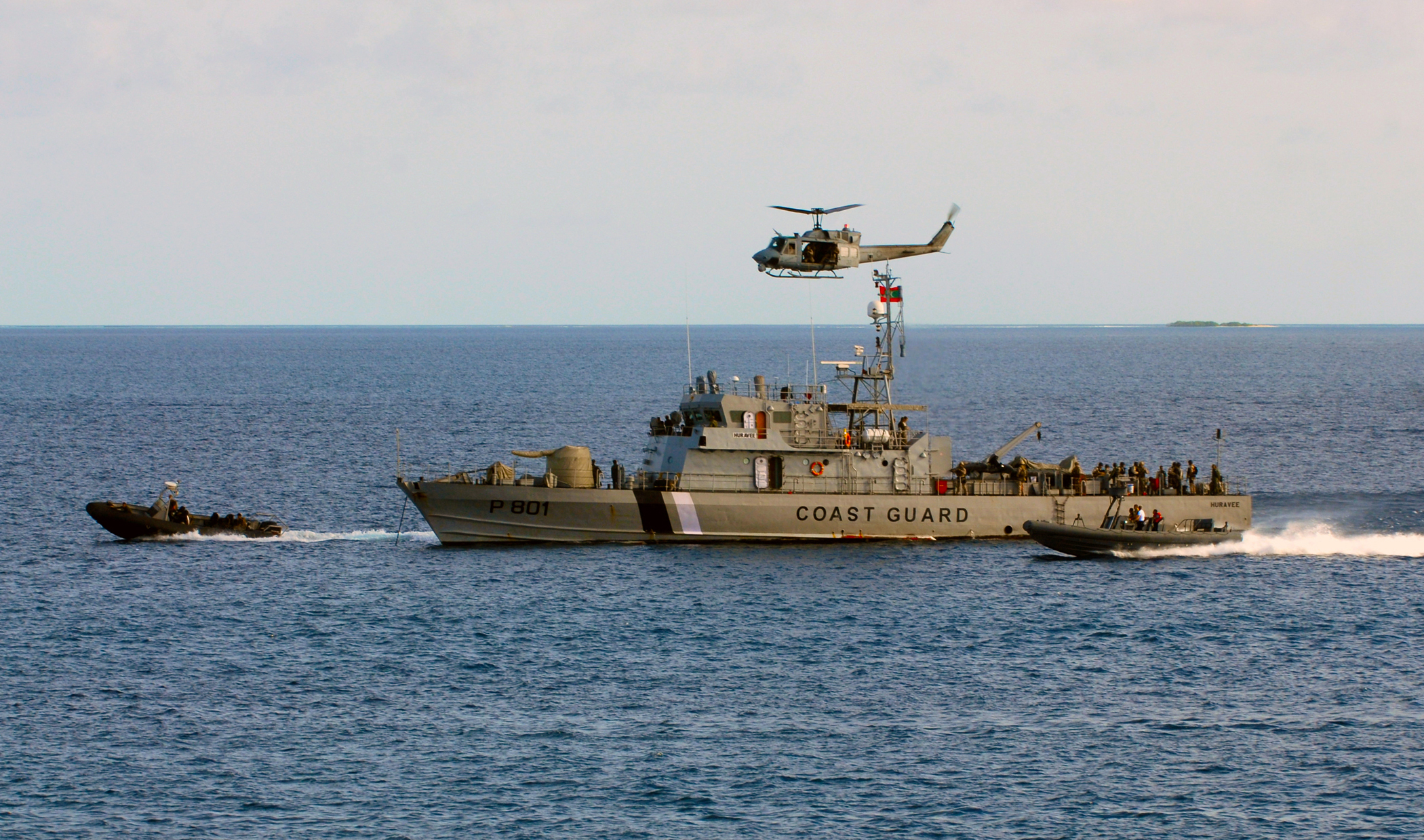
Il pattugliatore maldiviano Hurawee impegnato in un'esercitazione nel 2010

Un programma più consistente fu invece avviato alla fine degli anni 1990 e nei primi anni 2000, in particolare per contrastare le accresciute attività di pirateria e contrabbando di armi nelle acque maldiviane connesse alla perdurate guerra civile in Sri Lanka; proprio lo Sri Lanka, oltre all'India, fu il principale destinatario degli ordini di nuovo naviglio effettuati dalle autorità maldiviane. I cantieri cingalesi consegnarono quindi, tra il 1998 e il 2000, le due moderne motovedette classe Iskandhar, costruite sul progetto delle israeliane classe Shaldag e armate con una mitragliera da 20 mm, oltre a tre mezzi da sbarco di piccola taglia; nel 2007, invece, lo Sri Lanka consegnò due unità di maggiori dimensioni ovvero i pattugliatori d'altura Ghazee, da 400 tonnellate di dislocamento e armato di una mitragliera da 30 mm, e Shaheed Ali, da 300 tonnellate e armato di sole mitragliatrici. L'India fornì invece un'unità di seconda mano, il piccolo pattugliatore Huravee da 260 tonnellate e armato con una mitragliera da 30 mm; l'unità si rese protagonista, il 17 maggio 2007, del primo scontro armato che coinvolse la Maldivian Coast Guard, quando intercettò e affondò nelle acque a sud delle Maldive un'imbarcazione coinvolta nel traffico di armi a favore dei ribelli delle Tigri Tamil.
I programmi di acquisizione più recenti a favore della Guardia costiera maldiviana hanno compreso la donazione da parte dell'India di due elicotteri HAL Dhruv per riequipaggiare lo squadrone di aviazione navale, avvenuta tra il 2010 e il 2013; a cantieri navali singalesi è stata invece commissionata, nel 2016, la costruzione di cinque nuove motovedette per rimpiazzare le unità più datate ancora in servizio. Nel 2023 infine l'India ha fatto dono di un pattugliatore d'altura classe Car Nicobar, un'unità dismessa dalla Marina militare indiana, e di un piccolo mezzo da sbarco tipo LCA.

## Struttura

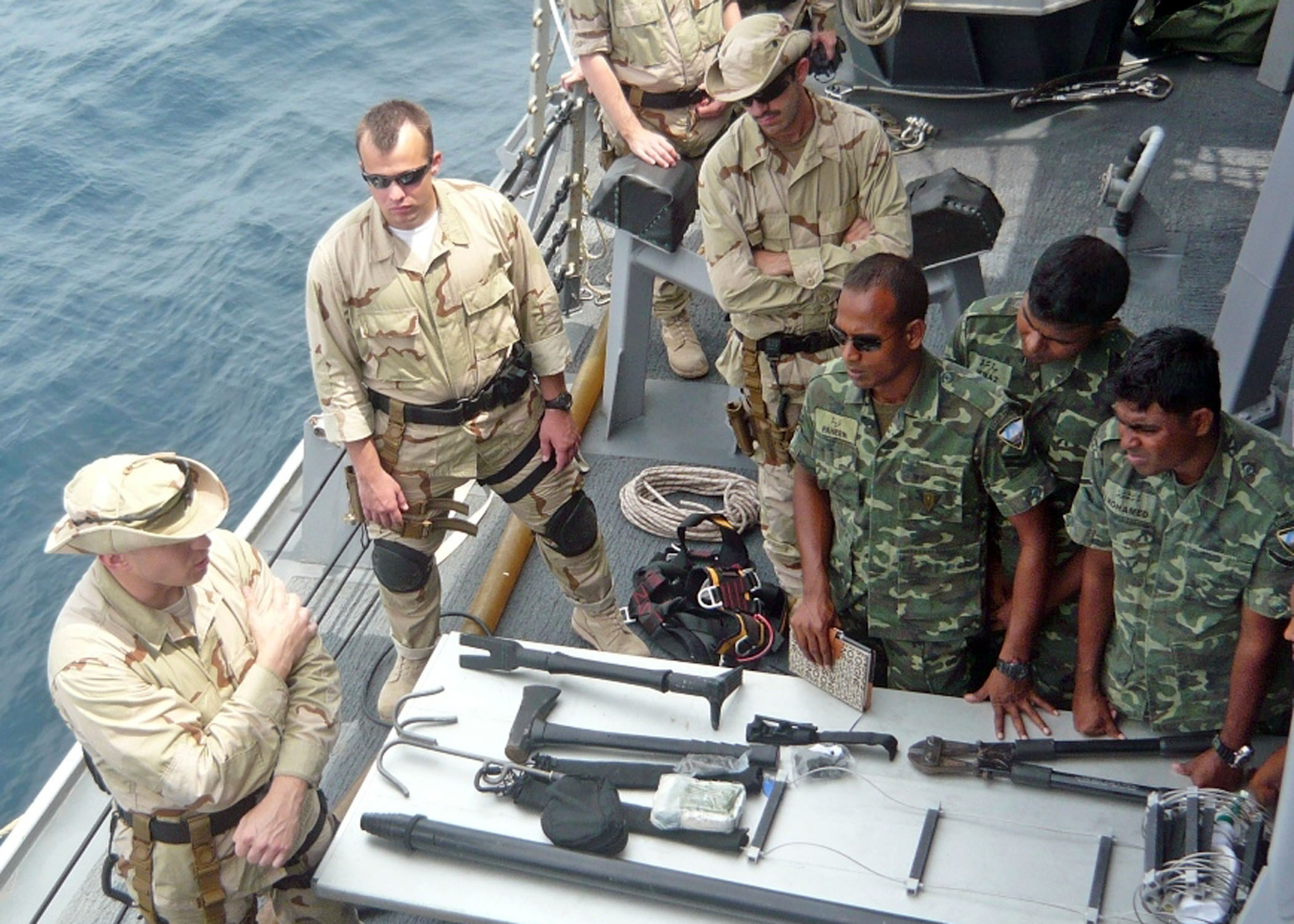
Membri della Guardia costiera maldiviana durante un'esercitazione con marinai statunitensi nel 2010

In base alla legge sulle forze armate del 2008, la Maldivian Coast Guard ha la responsabilità della difesa militare delle acque e dello spazio aereo delle Maldive, delle attività di polizia marittima e di applicazione della legge nelle acque nazionali e internazionali, nonché dei compiti di ricerca e soccorso in mare e di protezione civile in caso di calamità naturali.
Con sede centrale nella capitale Male, lo stato maggiore della Maldivian Coast Guard dirige sette quartier generali dedicati rispettivamente ad amministrazione e personale, informazioni, operazioni, finanze e logistica, pianificazione, forze aeree e addestramento e ricerca. Le unità navali sono suddivise in quattro squadroni assegnati a ciascuno dei quattro comandi territoriali in cui sono suddivise le forze armate maldiviane (Settentrionale, Centrale, Meridionale e di Male); vi sono poi un centro di coordinamento per le attività di soccorso marittimo, uno squadrone di risposta alle emergenze, uno squadrone per impieghi speciali e una scuola di addestramento navale.